# Постоянный комитет по географическим названиям
Постоянный комитет по географическим названиям (англ. Permanent Committee on Geographical Names, PCGN) — независимый межведомственный орган Великобритании, основной функцией которого является консультирование правительства по вопросам политики и процедур использования названий географических объектов за пределами Великобритании, за исключением Антарктики. Создан в 1919 году.

## Состав и организационная структура
В состав комитета входят представители следующих организаций:
- Служба мониторинга Би-би-си
- Военная разведка
- Министерство иностранных дел и по делам Содружества (Форин-офис)
- Центр правительственной связи
- Гидрографическая служба Великобритании[англ.]
- Картографическое агентство Великобритании[англ.]
- Королевское географическое общество
- Королевское шотландское географическое общество[англ.][1].

Постоянный персонал комитета размещается в офисах, расположенных в здании Королевского географического общества в Лоутер Лодж (Кенсингтон, Лондон).